# Burgwedel
Burgwedel (en allemand : /bʊʁkˈveːdl̩/, ? Écouter [Fiche]) est une ville allemande située en Basse-Saxe, dans la Région de Hanovre.

## Histoire
| Principauté de Lunebourg 1300-1705 Électorat de Brunswick-Lunebourg 1705-1807 Royaume de Westphalie 1807-1814 Royaume de Hanovre 1814-1866 Royaume de Prusse (Province de Hanovre) 1866-1918 République de Weimar 1918-1933 Reich allemand 1933-1945 Allemagne occupée 1945-1949 Allemagne 1949-présent |